# Daliansaurus liaoningensis
Daliansaurus liaoningensis ("lagarto de Dalian de Liaoning") es la única especie del género extinto Daliansaurus dinosaurio terópodo trodóntido que vivió hace aproximadamente 125 millones de años a principios periodo Cretácico durante el Barremiense en lo que es hoy Asia. Solo abarca a una especie, D. liaoningensis, nombrada en 2017 por Shen y colaboradores a partir de un esqueleto casi completo. Daliansaurus es inusual al poseer una garra agrandada en el cuarto dedo del pie, en adición a la "garra asesina" que se halla en el segundo dedo del pie en este y muchos otros paravianos. También tiene huesos metatarsianos largos, y aparentemente posee un proceso uncinado de aspecto similar a un ave, el primero entre los troodóntidos. En los Llanos Lujiatun de la Formación Yixian, China, una región de influencia volcánica con un clima frío, Daliansaurus vivió junto a sus parientes más cercanos, Sinovenator, Sinusonasus y Mei, con los que forma el grupo Sinovenatorinae.

## Descripción
Daliansaurus es un pequeño troodóntido, ligeramente construido, y lo más probable emplumado que midió aproximadamente 1 metro de longitud, similar en tamaño a Sinovenator y Sinusonasus. Típico de los troodóntidos maduros, los arcos neurales se fusionan con el centro vertebral en las vértebras dorsales del  tronco en el único espécimen conocido. En general, Daliansaurus es muy similar a Sinovenator , Sinusonasus y Mei, sus parientes más cercanos, pero difiere de ellos en formas sutiles.

### Cráneo y vértebras
El cráneo de Daliansaurus, que mide 13,8 centímetros de largo, es proporcionalmente más grande que el de Mei. Daliansaurus también tiene un orificio nasal más pequeño. La proyección de la premaxila sobre la fosa nasal se aplana en lugar de una varilla como en Sinovenator, mientras que otra proyección debajo de la fosa nasal es recta como Sinusonasus pero a diferencia de Sinovenator. Hay dos aberturas del cráneo delante de los ojos, la fenestra premaxilar en forma de lágrima y la gran fenestra antorbital oval . Al igual que Mei, Sinovenator y Sinornithoides pero a diferencia de Sinusonasus, el borde inferior de la mandíbula inferior es recto y no convexo. Hay al menos 21 alvéolos dentales en la mandíbula superior y 24 en la inferior, este último es menor que Sinovenator de 27 y otros troodóntidos. Al igual que Sinovenator, sin embargo, los dientes hacia la parte posterior de la boca tienen pequeñas estrías en sus bordes posteriores.
Daliansaurus tiene al menos 5 vértebras cervicales, probablemente 13 vértebras dorsales, 5 vértebras sacras y al menos 28 vértebras caudales. Fuera de las vértebras sacras, el quinto tiene los procesos transversales más anchos en Daliansaurus, mientras que el tercero es el más ancho en Sinovenator. El margen frontal del proceso también es menos cóncavo en Daliansaurus. Las costillas de las vértebras dorsales inusualmente parecen soportar procesos uncinados, en forma de proyecciones curvada y como varilla similares a los de Velociraptor, Linheraptor, y Heyuannia. Estas estructuras no tienen precedentes entre los troodóntidos. Al igual que en Sinornithoides, el extremo inferior de los cheurones caudales es largo, similar a una placa y dirigido hacia atrás.

### Extremidades
El húmero de Daliansaurus es relativamente largo, con la cresta deltopectoral ocupando el 24% de su longitud, similar a Sinovenator y Sinornithoides. Hay tres dígitos en la mano. El primer hueso metacarpiano está fuertemente curvado en el plano vertical, más que Sinornithoides mientras tanto, el segundo metacarpiano es más corto que el tercero, lo cual es cierto tanto en Sinovenator como en Sinusonasus. Más abajo, el primer dígito de la mano es el más robusto, y la garra de ese dígito tiene un surco claramente profundo en su costado. Mientras tanto, la garra del tercer dígito es la más pequeña.
Daliansaurus tiene un ilion que es proporcionalmente mayor en comparación con el fémur que Sinornithoides o Mei. Las dos mitades del ilion se separan claramente comenzando en el nivel del tercer sacro, como Mei, aunque por una distancia más corta. El borde inferior de la parte posterior del ilion es muy cóncavo, en lugar de ser plano como Sinovenator. En el fémur, que está fuertemente arqueado, el proceso conocido como cresta lateral es más bajo que otro, el trocánter posterior, mientras que están en el mismo nivel en Sinornithoides. Como Sinornithoides, la tibia es aproximadamente 1,4 veces la longitud del fémur, es más pequeño en Sinovenator, a 1,25 veces la longitud del fémur.
Proporcionalmente, Daliansaurus tiene huesos metatarsianos mucho más largos que otros troodóntidos. Al igual que Sinovenator, el cóndilo externo en la parte inferior del primer metatarso es más grande que el interno. El segundo metatarso es inusualmente más corto que el cuarto, con el extremo inferior del segundo terminando antes de la tróclea o "nudillo" del cuarto, lo contrario es el caso en Sinovenator y Sinusonasus. El tercer metatarso está parcialmente oscurecido por detrás por el cuarto, a diferencia del Tochisaurus' esto solo es parcialmente causado por la destrucción del fósil.
Entre los troodóntidos, Daliansaurus se distingue mejor por la garra grande en el cuarto dígito, el más externo, de su pie. Mientras que los troodóntidos son bien conocidos por las garras en forma de hoz en los segundos dígitos de sus pies, la garra en el cuarto dígito de Daliansaurus es de la misma longitud que la segunda, y también es considerablemente más robusta. Sin embargo, el tubérculo flexor, un accesorio muscular, no está bien desarrollado en la cuarta garra.

## Descubrimiento e investigación
Daliansaurus es conocido por un único esqueleto casi completo preservado en tres dimensiones. Se han reconstruido partes del espécimen y no representan material fósil genuino, incluida la parte posterior del cráneo y la parte posterior de la mandíbula inferior. Además, las fajas escapulares están ausentes del fósil, al igual que el miembro posterior derecho, el húmero izquierdo, la mayor parte de la pelvis y las últimas pocas vértebras caudales están enterradas en la matriz circundante. La cabeza y el cuello del fósil están curvados hacia atrás, mientras que la cola misma está curvada hacia delante; el brazo izquierdo se extiende mientras el brazo derecho está hacia adentro. El espécimen fue encontrado en el Cretácico Inferior hace aproximadamente 126 millones de años atrás,, datado en la época Barremiense en depósitos volcánicos de las camas Lujiatun de la Formación Yixian, en el pueblo de Lujiatun cerca de Beipiao, Liaoning, China. Se almacena en el Museo de Historia Natural de Dalian (DNHM) en Dalian, Liaoning , bajo el número de espécimen DNHM D2885.
En 2017, DNHM D2885 fue descrito en un documento de investigación publicado en Acta Geológica Sinica y escrito por Shen Caizhi, Lü Junchang, Liu Sizhao, Martin Kundrát, Stephen Brusatte y Gao Hailong. Llamaron al género Daliansaurus por la ciudad de Dalian, donde se almacena el fósil, y nombraron la especie tipo por la provincia de Liaoning. Más tarde, Shen, Lü, Gao y Kundrát publicaron un análisis histológico del cúbito y el radio de DNHM D2885, junto con Masato Hoshino y Kentaro Uesugi, en la revista Historical Biology. Para este análisis, tomaron muestras de forma destructiva de secciones delgadas de la parte media de los huesos.

## Clasificación
Shen y colegas realizaron un análisis filogenético, que modificó el conjunto de datos del Grupo de Trabajo Theropod para agregar Daliansaurus y Sinusonasus. Utilizaron el análisis para identificar los rasgos que permitieron que Daliansaurus se colocara en Troodontidae, coincidiendo con las evaluaciones previas. Los dientes son numerosos y muy compactos; la barra de la premaxila que separa las fosas nasales está aplanada; hay un surco en el lado del dentario en la mandíbula inferior; las espinas neurales son reemplazadas por surcos poco profundos hacia el final de la cola; y los metatarsianos son asimétricos, y el cuarto es más robusto que el segundo. El análisis también encontró que Daliansaurus formó una radiación evolutiva distinta junto con otros troodóntidos en la Formación Yixian, como Mei, Sinovenator y Sinusonasus. Este grupo, que se llamó Sinovenatorinae, estaba unido por una sinapomorfía no observable para Daliansaurus, la posesión de un cuarto metatarso ancho y aplanado.
Dentro de los Sinovenatorinae, Sinovenator, Sinusonasus y Daliansaurus formaron un subgrupo con exclusión de Mei. Varias características distinguen a este subgrupo, pero Shen y sus colegas lo utilizaron para diagnosticar Sinovenatorinae, el premaxilar tiene solo un 10% de la longitud del maxilar en la parte inferior de la mandíbula, hay un contacto entre el premaxilar y el hueso nasal por debajo del nivel de la fosa nasal; no hay dentaduras en los bordes delanteros de algunos dientes; los procesos articulares conocidos como zygapofises no se usan en los sacramentos y el proceso conocido como antitrocanter se encuentra detrás y encima del alvéolo de la cadera, o acetabulum. Finalmente, el análisis unió a Daliansaurus y Sinusonasus con la exclusión de Sinovenator, con los dos compartiendo la bifurcación de los cheurones en ambos extremos cerca del final de la cola; y la fusión de trocánteres mayores y menores en el fémur en una cresta trocantérica continua.

### Filogenia
En 2017, Shen et al. describieron a Daliansaurus y a la nueva subfamilia Sinovenatorinae dentro de la familia Troodontidae, relacionado con Mei, Sinovenator y Sinusonasus. Los resultados de sus análisis son mostrados a continuación en este cladograma:
|  | Eosinopteryx                                            |
|  |                                                         |
|  | Anchiornis                                              |
|  |                                                         |
|  | \| \| Aurornis \| \| \| \| \| \| Xiaotingia \| \| \| \| |
|  |                                                         |
|  | Aurornis                                                |
|  |                                                         |
|  | Xiaotingia                                              |
|  |                                                         |

|  | Aurornis   |
|  |            |
|  | Xiaotingia |
|  |            |

|  | IGM 100/1323                                                    |
|  |                                                                 |
|  | \| \| IGM 100/1128 \| \| \| \| \| \| Jinfengopteryx \| \| \| \| |
|  |                                                                 |
|  | IGM 100/1128                                                    |
|  |                                                                 |
|  | Jinfengopteryx                                                  |
|  |                                                                 |

|  | IGM 100/1128   |
|  |                |
|  | Jinfengopteryx |
|  |                |

|  | Sinovenator                                                  |
|  |                                                              |
|  | \| \| Daliansaurus \| \| \| \| \| \| Sinusonasus \| \| \| \| |
|  |                                                              |
|  | Daliansaurus                                                 |
|  |                                                              |
|  | Sinusonasus                                                  |
|  |                                                              |

|  | Daliansaurus |
|  |              |
|  | Sinusonasus  |
|  |              |

|  | Sinovenator                                                  |
|  |                                                              |
|  | \| \| Daliansaurus \| \| \| \| \| \| Sinusonasus \| \| \| \| |
|  |                                                              |
|  | Daliansaurus                                                 |
|  |                                                              |
|  | Sinusonasus                                                  |
|  |                                                              |

|  | Daliansaurus |
|  |              |
|  | Sinusonasus  |
|  |              |

|  | Troodon                                                       |
|  |                                                               |
|  | \| \| Zanabazar \| \| \| \| \| \| Saurornithoides \| \| \| \| |
|  |                                                               |
|  | Zanabazar                                                     |
|  |                                                               |
|  | Saurornithoides                                               |
|  |                                                               |

|  | Zanabazar       |
|  |                 |
|  | Saurornithoides |
|  |                 |

|  | Troodon                                                       |
|  |                                                               |
|  | \| \| Zanabazar \| \| \| \| \| \| Saurornithoides \| \| \| \| |
|  |                                                               |
|  | Zanabazar                                                     |
|  |                                                               |
|  | Saurornithoides                                               |
|  |                                                               |

|  | Zanabazar       |
|  |                 |
|  | Saurornithoides |
|  |                 |

|  | IGM 100/1323                                                    |
|  |                                                                 |
|  | \| \| IGM 100/1128 \| \| \| \| \| \| Jinfengopteryx \| \| \| \| |
|  |                                                                 |
|  | IGM 100/1128                                                    |
|  |                                                                 |
|  | Jinfengopteryx                                                  |
|  |                                                                 |

|  | IGM 100/1128   |
|  |                |
|  | Jinfengopteryx |
|  |                |

|  | Sinovenator                                                  |
|  |                                                              |
|  | \| \| Daliansaurus \| \| \| \| \| \| Sinusonasus \| \| \| \| |
|  |                                                              |
|  | Daliansaurus                                                 |
|  |                                                              |
|  | Sinusonasus                                                  |
|  |                                                              |

|  | Daliansaurus |
|  |              |
|  | Sinusonasus  |
|  |              |

|  | Sinovenator                                                  |
|  |                                                              |
|  | \| \| Daliansaurus \| \| \| \| \| \| Sinusonasus \| \| \| \| |
|  |                                                              |
|  | Daliansaurus                                                 |
|  |                                                              |
|  | Sinusonasus                                                  |
|  |                                                              |

|  | Daliansaurus |
|  |              |
|  | Sinusonasus  |
|  |              |

|  | Troodon                                                       |
|  |                                                               |
|  | \| \| Zanabazar \| \| \| \| \| \| Saurornithoides \| \| \| \| |
|  |                                                               |
|  | Zanabazar                                                     |
|  |                                                               |
|  | Saurornithoides                                               |
|  |                                                               |

|  | Zanabazar       |
|  |                 |
|  | Saurornithoides |
|  |                 |

|  | Troodon                                                       |
|  |                                                               |
|  | \| \| Zanabazar \| \| \| \| \| \| Saurornithoides \| \| \| \| |
|  |                                                               |
|  | Zanabazar                                                     |
|  |                                                               |
|  | Saurornithoides                                               |
|  |                                                               |

|  | Zanabazar       |
|  |                 |
|  | Saurornithoides |
|  |                 |

|  | Eosinopteryx                                            |
|  |                                                         |
|  | Anchiornis                                              |
|  |                                                         |
|  | \| \| Aurornis \| \| \| \| \| \| Xiaotingia \| \| \| \| |
|  |                                                         |
|  | Aurornis                                                |
|  |                                                         |
|  | Xiaotingia                                              |
|  |                                                         |

|  | Aurornis   |
|  |            |
|  | Xiaotingia |
|  |            |

|  | IGM 100/1323                                                    |
|  |                                                                 |
|  | \| \| IGM 100/1128 \| \| \| \| \| \| Jinfengopteryx \| \| \| \| |
|  |                                                                 |
|  | IGM 100/1128                                                    |
|  |                                                                 |
|  | Jinfengopteryx                                                  |
|  |                                                                 |

|  | IGM 100/1128   |
|  |                |
|  | Jinfengopteryx |
|  |                |

|  | Sinovenator                                                  |
|  |                                                              |
|  | \| \| Daliansaurus \| \| \| \| \| \| Sinusonasus \| \| \| \| |
|  |                                                              |
|  | Daliansaurus                                                 |
|  |                                                              |
|  | Sinusonasus                                                  |
|  |                                                              |

|  | Daliansaurus |
|  |              |
|  | Sinusonasus  |
|  |              |

|  | Sinovenator                                                  |
|  |                                                              |
|  | \| \| Daliansaurus \| \| \| \| \| \| Sinusonasus \| \| \| \| |
|  |                                                              |
|  | Daliansaurus                                                 |
|  |                                                              |
|  | Sinusonasus                                                  |
|  |                                                              |

|  | Daliansaurus |
|  |              |
|  | Sinusonasus  |
|  |              |

|  | Troodon                                                       |
|  |                                                               |
|  | \| \| Zanabazar \| \| \| \| \| \| Saurornithoides \| \| \| \| |
|  |                                                               |
|  | Zanabazar                                                     |
|  |                                                               |
|  | Saurornithoides                                               |
|  |                                                               |

|  | Zanabazar       |
|  |                 |
|  | Saurornithoides |
|  |                 |

|  | Troodon                                                       |
|  |                                                               |
|  | \| \| Zanabazar \| \| \| \| \| \| Saurornithoides \| \| \| \| |
|  |                                                               |
|  | Zanabazar                                                     |
|  |                                                               |
|  | Saurornithoides                                               |
|  |                                                               |

|  | Zanabazar       |
|  |                 |
|  | Saurornithoides |
|  |                 |

|  | IGM 100/1323                                                    |
|  |                                                                 |
|  | \| \| IGM 100/1128 \| \| \| \| \| \| Jinfengopteryx \| \| \| \| |
|  |                                                                 |
|  | IGM 100/1128                                                    |
|  |                                                                 |
|  | Jinfengopteryx                                                  |
|  |                                                                 |

|  | IGM 100/1128   |
|  |                |
|  | Jinfengopteryx |
|  |                |

|  | Sinovenator                                                  |
|  |                                                              |
|  | \| \| Daliansaurus \| \| \| \| \| \| Sinusonasus \| \| \| \| |
|  |                                                              |
|  | Daliansaurus                                                 |
|  |                                                              |
|  | Sinusonasus                                                  |
|  |                                                              |

|  | Daliansaurus |
|  |              |
|  | Sinusonasus  |
|  |              |

|  | Sinovenator                                                  |
|  |                                                              |
|  | \| \| Daliansaurus \| \| \| \| \| \| Sinusonasus \| \| \| \| |
|  |                                                              |
|  | Daliansaurus                                                 |
|  |                                                              |
|  | Sinusonasus                                                  |
|  |                                                              |

|  | Daliansaurus |
|  |              |
|  | Sinusonasus  |
|  |              |

|  | Troodon                                                       |
|  |                                                               |
|  | \| \| Zanabazar \| \| \| \| \| \| Saurornithoides \| \| \| \| |
|  |                                                               |
|  | Zanabazar                                                     |
|  |                                                               |
|  | Saurornithoides                                               |
|  |                                                               |

|  | Zanabazar       |
|  |                 |
|  | Saurornithoides |
|  |                 |

|  | Troodon                                                       |
|  |                                                               |
|  | \| \| Zanabazar \| \| \| \| \| \| Saurornithoides \| \| \| \| |
|  |                                                               |
|  | Zanabazar                                                     |
|  |                                                               |
|  | Saurornithoides                                               |
|  |                                                               |

|  | Zanabazar       |
|  |                 |
|  | Saurornithoides |
|  |                 |

|  | Eosinopteryx                                            |
|  |                                                         |
|  | Anchiornis                                              |
|  |                                                         |
|  | \| \| Aurornis \| \| \| \| \| \| Xiaotingia \| \| \| \| |
|  |                                                         |
|  | Aurornis                                                |
|  |                                                         |
|  | Xiaotingia                                              |
|  |                                                         |

|  | Aurornis   |
|  |            |
|  | Xiaotingia |
|  |            |

|  | IGM 100/1323                                                    |
|  |                                                                 |
|  | \| \| IGM 100/1128 \| \| \| \| \| \| Jinfengopteryx \| \| \| \| |
|  |                                                                 |
|  | IGM 100/1128                                                    |
|  |                                                                 |
|  | Jinfengopteryx                                                  |
|  |                                                                 |

|  | IGM 100/1128   |
|  |                |
|  | Jinfengopteryx |
|  |                |

|  | Sinovenator                                                  |
|  |                                                              |
|  | \| \| Daliansaurus \| \| \| \| \| \| Sinusonasus \| \| \| \| |
|  |                                                              |
|  | Daliansaurus                                                 |
|  |                                                              |
|  | Sinusonasus                                                  |
|  |                                                              |

|  | Daliansaurus |
|  |              |
|  | Sinusonasus  |
|  |              |

|  | Sinovenator                                                  |
|  |                                                              |
|  | \| \| Daliansaurus \| \| \| \| \| \| Sinusonasus \| \| \| \| |
|  |                                                              |
|  | Daliansaurus                                                 |
|  |                                                              |
|  | Sinusonasus                                                  |
|  |                                                              |

|  | Daliansaurus |
|  |              |
|  | Sinusonasus  |
|  |              |

|  | Troodon                                                       |
|  |                                                               |
|  | \| \| Zanabazar \| \| \| \| \| \| Saurornithoides \| \| \| \| |
|  |                                                               |
|  | Zanabazar                                                     |
|  |                                                               |
|  | Saurornithoides                                               |
|  |                                                               |

|  | Zanabazar       |
|  |                 |
|  | Saurornithoides |
|  |                 |

|  | Troodon                                                       |
|  |                                                               |
|  | \| \| Zanabazar \| \| \| \| \| \| Saurornithoides \| \| \| \| |
|  |                                                               |
|  | Zanabazar                                                     |
|  |                                                               |
|  | Saurornithoides                                               |
|  |                                                               |

|  | Zanabazar       |
|  |                 |
|  | Saurornithoides |
|  |                 |

|  | IGM 100/1323                                                    |
|  |                                                                 |
|  | \| \| IGM 100/1128 \| \| \| \| \| \| Jinfengopteryx \| \| \| \| |
|  |                                                                 |
|  | IGM 100/1128                                                    |
|  |                                                                 |
|  | Jinfengopteryx                                                  |
|  |                                                                 |

|  | IGM 100/1128   |
|  |                |
|  | Jinfengopteryx |
|  |                |

|  | Sinovenator                                                  |
|  |                                                              |
|  | \| \| Daliansaurus \| \| \| \| \| \| Sinusonasus \| \| \| \| |
|  |                                                              |
|  | Daliansaurus                                                 |
|  |                                                              |
|  | Sinusonasus                                                  |
|  |                                                              |

|  | Daliansaurus |
|  |              |
|  | Sinusonasus  |
|  |              |

|  | Sinovenator                                                  |
|  |                                                              |
|  | \| \| Daliansaurus \| \| \| \| \| \| Sinusonasus \| \| \| \| |
|  |                                                              |
|  | Daliansaurus                                                 |
|  |                                                              |
|  | Sinusonasus                                                  |
|  |                                                              |

|  | Daliansaurus |
|  |              |
|  | Sinusonasus  |
|  |              |

|  | Troodon                                                       |
|  |                                                               |
|  | \| \| Zanabazar \| \| \| \| \| \| Saurornithoides \| \| \| \| |
|  |                                                               |
|  | Zanabazar                                                     |
|  |                                                               |
|  | Saurornithoides                                               |
|  |                                                               |

|  | Zanabazar       |
|  |                 |
|  | Saurornithoides |
|  |                 |

|  | Troodon                                                       |
|  |                                                               |
|  | \| \| Zanabazar \| \| \| \| \| \| Saurornithoides \| \| \| \| |
|  |                                                               |
|  | Zanabazar                                                     |
|  |                                                               |
|  | Saurornithoides                                               |
|  |                                                               |

|  | Zanabazar       |
|  |                 |
|  | Saurornithoides |
|  |                 |

|  | Eosinopteryx                                            |
|  |                                                         |
|  | Anchiornis                                              |
|  |                                                         |
|  | \| \| Aurornis \| \| \| \| \| \| Xiaotingia \| \| \| \| |
|  |                                                         |
|  | Aurornis                                                |
|  |                                                         |
|  | Xiaotingia                                              |
|  |                                                         |

|  | Aurornis   |
|  |            |
|  | Xiaotingia |
|  |            |

|  | IGM 100/1323                                                    |
|  |                                                                 |
|  | \| \| IGM 100/1128 \| \| \| \| \| \| Jinfengopteryx \| \| \| \| |
|  |                                                                 |
|  | IGM 100/1128                                                    |
|  |                                                                 |
|  | Jinfengopteryx                                                  |
|  |                                                                 |

|  | IGM 100/1128   |
|  |                |
|  | Jinfengopteryx |
|  |                |

|  | Sinovenator                                                  |
|  |                                                              |
|  | \| \| Daliansaurus \| \| \| \| \| \| Sinusonasus \| \| \| \| |
|  |                                                              |
|  | Daliansaurus                                                 |
|  |                                                              |
|  | Sinusonasus                                                  |
|  |                                                              |

|  | Daliansaurus |
|  |              |
|  | Sinusonasus  |
|  |              |

|  | Sinovenator                                                  |
|  |                                                              |
|  | \| \| Daliansaurus \| \| \| \| \| \| Sinusonasus \| \| \| \| |
|  |                                                              |
|  | Daliansaurus                                                 |
|  |                                                              |
|  | Sinusonasus                                                  |
|  |                                                              |

|  | Daliansaurus |
|  |              |
|  | Sinusonasus  |
|  |              |

|  | Troodon                                                       |
|  |                                                               |
|  | \| \| Zanabazar \| \| \| \| \| \| Saurornithoides \| \| \| \| |
|  |                                                               |
|  | Zanabazar                                                     |
|  |                                                               |
|  | Saurornithoides                                               |
|  |                                                               |

|  | Zanabazar       |
|  |                 |
|  | Saurornithoides |
|  |                 |

|  | Troodon                                                       |
|  |                                                               |
|  | \| \| Zanabazar \| \| \| \| \| \| Saurornithoides \| \| \| \| |
|  |                                                               |
|  | Zanabazar                                                     |
|  |                                                               |
|  | Saurornithoides                                               |
|  |                                                               |

|  | Zanabazar       |
|  |                 |
|  | Saurornithoides |
|  |                 |

|  | IGM 100/1323                                                    |
|  |                                                                 |
|  | \| \| IGM 100/1128 \| \| \| \| \| \| Jinfengopteryx \| \| \| \| |
|  |                                                                 |
|  | IGM 100/1128                                                    |
|  |                                                                 |
|  | Jinfengopteryx                                                  |
|  |                                                                 |

|  | IGM 100/1128   |
|  |                |
|  | Jinfengopteryx |
|  |                |

|  | Sinovenator                                                  |
|  |                                                              |
|  | \| \| Daliansaurus \| \| \| \| \| \| Sinusonasus \| \| \| \| |
|  |                                                              |
|  | Daliansaurus                                                 |
|  |                                                              |
|  | Sinusonasus                                                  |
|  |                                                              |

|  | Daliansaurus |
|  |              |
|  | Sinusonasus  |
|  |              |

|  | Sinovenator                                                  |
|  |                                                              |
|  | \| \| Daliansaurus \| \| \| \| \| \| Sinusonasus \| \| \| \| |
|  |                                                              |
|  | Daliansaurus                                                 |
|  |                                                              |
|  | Sinusonasus                                                  |
|  |                                                              |

|  | Daliansaurus |
|  |              |
|  | Sinusonasus  |
|  |              |

|  | Troodon                                                       |
|  |                                                               |
|  | \| \| Zanabazar \| \| \| \| \| \| Saurornithoides \| \| \| \| |
|  |                                                               |
|  | Zanabazar                                                     |
|  |                                                               |
|  | Saurornithoides                                               |
|  |                                                               |

|  | Zanabazar       |
|  |                 |
|  | Saurornithoides |
|  |                 |

|  | Troodon                                                       |
|  |                                                               |
|  | \| \| Zanabazar \| \| \| \| \| \| Saurornithoides \| \| \| \| |
|  |                                                               |
|  | Zanabazar                                                     |
|  |                                                               |
|  | Saurornithoides                                               |
|  |                                                               |

|  | Zanabazar       |
|  |                 |
|  | Saurornithoides |
|  |                 |